# Pyti

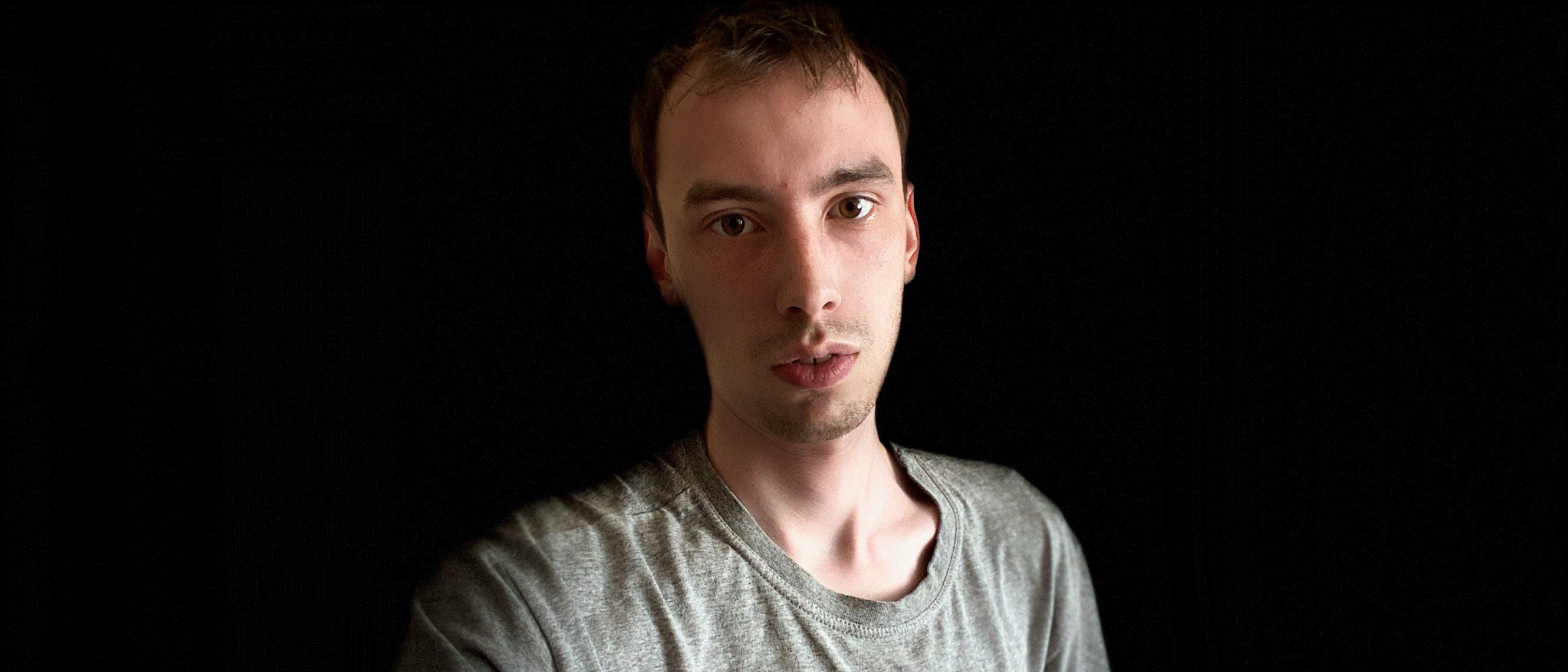
Pyti

Pyti (eigentlicher Name Aljaksej Nikitin; geboren am 18. November 1995 in Mahiljou) ist ein belarussischer Musiker, Komponist und Produzent.

## Biografie
Pyti wurde am 18. November 1995 in Mahiljou geboren. Er begann im Alter von sechs Jahren mit dem Musikstudium. Er schloss sein Studium am Staatlichen Gymnasium und der Kunsthochschule von Mahiljou in der Akkordeonklasse ab. Im Jahr 2009 wurde er Stipendiat des Sonderfonds des Präsidenten der Republik Belarus zur Förderung begabter Jugendlicher. Anschließend absolvierte er die Belarussische Staatliche Musikakademie in der Klasse für Akkordeon. Er gewann mehrere internationale und nationale Wettbewerbe, für die er mit dem Preis des Präsidenten der Republik Belarus ausgezeichnet wurde. Als Mitglied des L. L. Ivanov Folk Instruments Orchestra trat er bei einer Reihe von Musikfestivals auf, u. a. im Staatlichen Kremlpalast, im Moskauer Internationalen Haus der Musik, in der Gnessin Russian Academy of Music und im Moskauer Staatskonservatorium. Er ist auch Mitglied der Datenbank für begabte Jugendliche.
Im Jahr 2020 begann er unter dem Pseudonym Pyti seine Karriere im Genre der elektronischen Musik und veröffentlichte seine erste Single Fire.
Im Jahr 2021 veröffentlichte er fünf Singles in verschiedenen Stilen der elektronischen Tanzmusik, Night Wish, Get High, Multiband, Move On, Tell Me, mit denen er auch seine Karriere als Musikproduzent begann. Die Kompositionen Move On und Tell Me wurden von ausländischen Kritikern hoch gelobt. Sha Be Allah von The Source verglich Pytis Arbeit mit Künstlern wie Avicii, Juice Wrld und Diplo.
Er veröffentlichte die Dubstep-Single Focus im Jahr 2022, Fortuna und Sunswept im Jahr 2023.

## Diskografie
Singles
- 2020: Fire
- 2021: Nightwish
- 2021: Get High
- 2021: Multiband
- 2021: Move On
- 2021: Tell Me
- 2022: Focus
- 2023: Fortuna
- 2023: Sunswept